# ۹کی۱۱ مالیوتکا

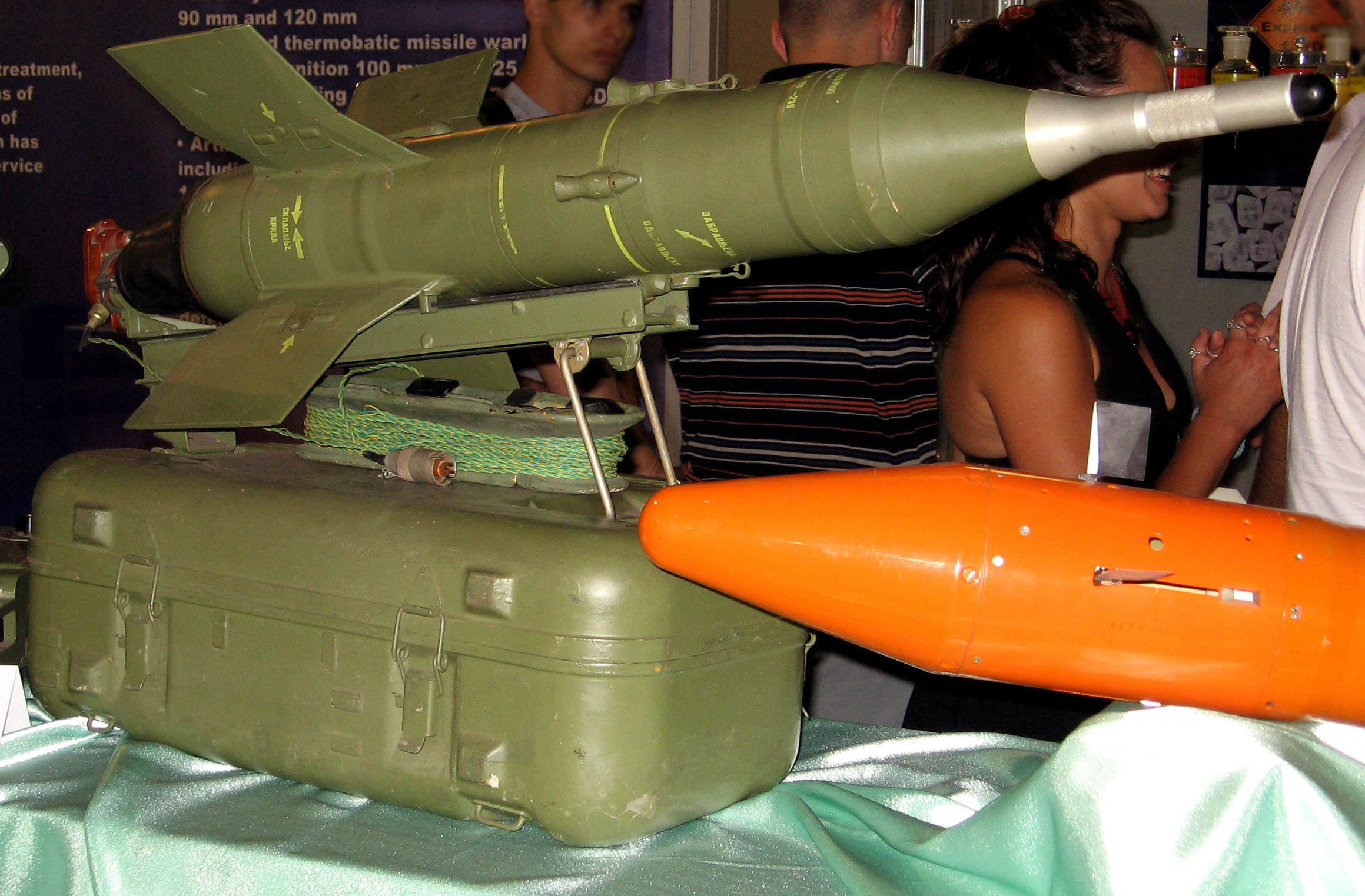
موشک سگر

۹کا۱۱ مالیوتکا یا رعد (به روسی: Малютка) - نام ناتو: AT-3 Sagger- یک موشک ضد تانک هدایت‌شونده با هدایت سیمی و هدایت دستی در خط دید ساخت شوروی است.
مالیوتکا اولین موشک ضدتانک شوروی است که می‌تواند توسط یک نفر حمل گردد و به احتمال زیاد پرتولیدترین موشک در نوع خود در طول تاریخ بوده است. شوروی در دهه ۱۹۶۰ و ۱۹۷۰ میلادی، هر سال بیش از ۲۵٬۰۰۰ فروند از این موشک تولید می‌کرد. این موشک در ایران (با عنوان موشک رعد)، چین و صربستان ساخته می‌شد.

## توسعه
توسعه این موشک از ژوئیه سال ۱۹۶۱ میلادی شروع شد و در این سال دولت شوروی این پروژه را به دو تیم طراحی واگذار کرد: تولا و کولومنا.
انتظارات از این موشک، از جمله موارد زیر بود:
- قابل شلیک توسط ماشین جنگی یا انسان باشد.
- برد آن در حدود ۳۰۰۰ متر باشد.
- در °۶۰، در حدود ۲۰۰ میلی‌متر در بدنه وسایل زرهی نفوذ کند.
- جرم آن در بیشترین حالت، ۱۰ کیلوگرم باشد.

این طراحی‌ها از برخی موشک‌ها غربی که از سال ۱۹۵۰ به بعد تولید می‌شدند، پایه می‌گرفتند؛ از جمله این موشک‌ها می‌توان به موشک فرانسوی اِنتک و موشک سوئیسی کبرا اشاره نمود. سرانجام اولین نمونه از این موشک توسط گروه کی‌بی‌ام (دفتر طراحی دستگاه) طراحی شد؛ این گروه همچنین پیش از آن، مسئول پروژه ای‌تی-۱ اسنپر بوده است. اولین آزمایش‌ها در ۲۰ دسامبر ۱۹۶۲ انجام گردید و در ۱۶ دسامبر ۱۹۶۳ این موشک رسماً وارد خدمت گردید.

## تاریخچه

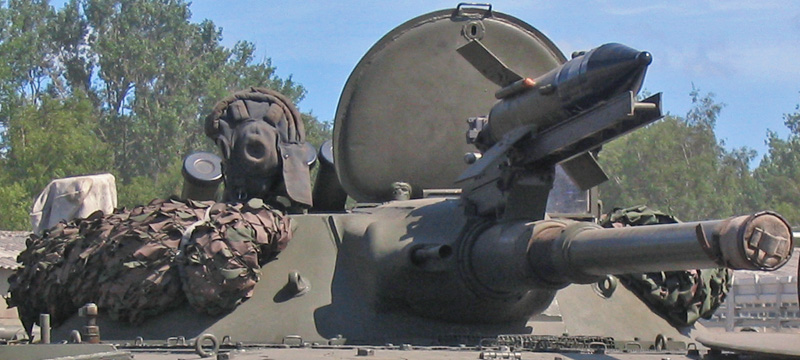
برجک متحرک بی‌ام‌پی-۱ مجهز به سگر

نوع حمل‌شوندهٔ انفرادی موشک‌های ضدتانک در شوروی، به گونه‌ای گسترش یافت که جنگ‌افزار اصلی جوخه ضدتانک ارتش شوروی به حساب می‌آمد. هر جوخه، دارای دو دسته مالیوتکا و هر دسته دارای دو تیم بود و هر تیم دو جایگاه پرتابگر از این موشک داشت. یک دستیار توپچی در هر تیم وجود داشت که به موشک‌زن‌ها کمک می‌کرد. موشک سگر (مالیوتکا)، همچنین به وسیلهٔ نفربرهای بی‌ام‌پی-۱ و بی‌ام‌دی-۱، خودرو زره‌پوش شناسایی بی‌آردی‌ام-۲ و بالگردهایی از قبیل میل-۸، میل -۲۴ و آئروسپاسیال غزال مورد کاربری قرار می‌گیرند.

## فهرست استفاده‌کنندگان موشک

### استفاده‌کنندگان فعلی
- افغانستان[۴]
- الجزایر[۵]
- آنگولا[۶]
- ارمنستان
- جمهوری آذربایجان[۶]
- بنگلادش[۷]
- بوسنی و هرزگوین[۶]
- بلغارستان[۶]
- کامبوج[۴]
- چین[۸]
- کرواسی[۶]
- کوبا[۶]
- جمهوری چک
- مصر[۶]
- اریتره[۶]
- اتیوپی[۶]
- گینه[۶]
- هند[۶]
- ایران[۹]
- اندونزی[۶]
- قرقیزستان[۶]
- لیبی
- مالی[نیازمند منبع]
- مغولستان
- مراکش[۶]
- موزامبیک[۶]
- نیکاراگوئه[۶]
- کره شمالی[۶]
- پرو[۶]
- لهستان[۶]
- رومانی[۶]
- روسیه[۱۰]
- جمهوری دموکراتیک عربی صحرا[۱۱]
- اسلواکی[۱۰]
- سودان جنوبی[۶]
- صربستان[۶]
- سودان[۶]
- سوریه[۶]
- ترکمنستان[۶]
- اوگاندا[۱۲]
- *  ازبکستان[۶]
- ویتنام[۶]
- یمن[۶]
- زامبیا[۶]

### استفاده‌کنندگان غیردولتی
- الشباب[۱۳]
- بوکو حرام
- حماس
- حزب‌الله لبنان
- داعش[۱۲]
- پیشمرگه[۱۲]
- ارتش ملی لیبی
- سازمان آزادی‌بخش فلسطین
- جهاد اسلامی فلسطین[۱۴]
- حزب کارگران کردستان
- حشد الشعبی[۱۵]
- شورشیان سوری
- تحریر الشام